# Nat Borchers
Pour les articles homonymes, voir Borchers.
Nat Borchers est un joueur international américain de soccer, né le 13 avril 1981 à Tucson en Arizona. Il évoluait au poste de défenseur central en MLS pour la majeure partie de sa carrière, avec un bref intermède en Norvège.

## Biographie

### En club
Borchers n'est pas repêché lors de la MLS SuperDraft 2003 mais il signe néanmoins avec les Rapids du Colorado le 18 mars 2003.

## Palmarès
- Coupe MLS : 2009 et 2015
- MLS Best XI : 2010